# Talk to Me (Art Farmer)
Talk to Me è un album a nome di Art Farmer e della ORF-Big Band, pubblicato dalla Pye Records nel 1975. Il disco fu registrato nel dicembre del 1974 a Vienna.

## Tracce
Lato A
1. Give Her a Chance – 3:15 (Hans Salomon)
2. I Can Remember – 4:12 (Hans Salomon, Marika Lichter)
3. Don't You Leave Me Right Now – 1:50 (Fritz Pauer)
4. Where Is the Love – 3:00 (Ralph McDonald, William Salter)
5. Feel the Warm – 2:40 (Artie Butler, Jerry Butler)
6. Everlasting Dreams – 2:45 (Fritz Pauer)

Lato B
1. Talk to Me – 2:40 (Erich Kleinschuster, James B. Woode)
2. Oh My Love – 2:30 (Fritz Pauer)
3. Stormy – 2:45 (Buddy Buie, James B. Cobb)
4. Jenny – 2:35 (Ernie Wilkins)
5. He Ain't Heavy...He's My Brother – 3:02 (Bob Russell, Bobby Scott)
6. Pickin' Up the Pieces – 3:30 (Bobby Gosh, Paul Anka)

## Musicisti
- Art Farmer - tromba
- Ernie Wilkins - conduttore musicale
- Ernst Lamprecht - tromba
- Robert Demmer - tromba
- Robert Politzer - tromba
- Charles Baker - trombone
- Garney Hicks - trombone
- Roy Deuvall - trombone
- Willi Meerwald - trombone
- Felix Hanusik - reeds
- Hans Low - reeds
- Hans Salomon - reeds
- Karl Drewo - reeds
- Peter Klinger - reeds
- Fritz Pauer - pianoforte
- Harald Pepl - chitarra
- Wayne Darling - basso
- Erich Bachträgl - batteria
- Walter Schiefer - percussioni
- Aurdy Aird - accompagnamento vocale, cori
- Buenavertura Braunstein - accompagnamento vocale, cori
- Chris Sanborn - accompagnamento vocale, cori
- Nancy Froysland - accompagnamento vocale, cori
- Ted Travis - accompagnamento vocale, cori
- James B. Woode - accompagnamento vocale, cori